# Gerhard Haß
Gerhard Haß (* 19. Juli 1942 in Lübeck) ist ein promovierter Jurist und ehemaliger Richter am Bundesgerichtshof.
Haß trat nach dem Abschluss seiner juristischen Ausbildung im Jahr 1970 in den höheren Justizdienst des Freistaats Bayern ein. Noch im selben Jahr wurde er bis zum Jahr 1972 an das Bayerische Staatsministerium der Justiz abgeordnet. 1971, während der Abordnung, wurde er bei der Staatsanwaltschaft bei dem Landgericht München I zum Staatsanwalt ernannt. 1973 wurde er an das Amtsgericht München versetzt. Von dort wechselte er als Oberregierungsrat in das Bayerische Staatsministerium der Justiz, wo er 1978 zum Regierungsdirektor befördert wurde. Von 1979 an war er Richter am Oberlandesgericht München.
Im Jahr 1988 wurde Gerhard Haß zum Richter am Bundesgerichtshof ernannt und mit Wirkung vom 3. Oktober 1988 dem VII. Zivilsenat, der für die Rechtsstreitigkeiten aus dem Bereich des privaten Baurechts und des Architektenrechts zuständig ist, zugewiesen. Seine Tätigkeitsschwerpunkte waren die Architektenhaftung, der VOB-Vertrag und die Sicherung der Ansprüche der Baubeteiligten. Besonders interessierten ihn zudem Rechtsfragen des Baustoffhandels und des Baugrunds. Mit Ablauf des 31. Juli 2007 ist er in den Ruhestand getreten.
Neben seiner richterlichen Tätigkeit war Gerhard Haß Lehrbeauftragter an der Juristischen Fakultät der Ludwig-Maximilians-Universität München und Prüfer für die Zweite juristische Staatsprüfung an dem Landesjustizprüfungsamt beim Bayerischen Staatsministerium der Justiz. 19 Jahre lang wirkte er als Vertrauensdozent einer Institution der Hochbegabtenförderung ehrenamtlich für Stipendiaten der Universität Karlsruhe.

## Schriften
- Die Entstehungsgeschichte der objektiven Strafbarkeitsbedingung, Dissertation Universität Kiel, 1969.
- Wie entstehen Rechtsbegriffe? Dargestellt am Beispiel der objektiven Strafbarkeitsbedingung. München: Goldmann, 1973.